# 道老图音查干淖日
道老图音查干淖日是位于中国内蒙古自治区呼伦贝尔市新巴尔虎左旗乌布尔宝力格苏木东南的一个湖泊。其位置约在东经119°20′，北纬47°44′。湖面海拔840米，面积达1.4平方公里。该湖为咸水湖。道老图在蒙古语中的是人名，而查干淖日的意思是白色的湖。